# Cultura dellꞌascia da guerra

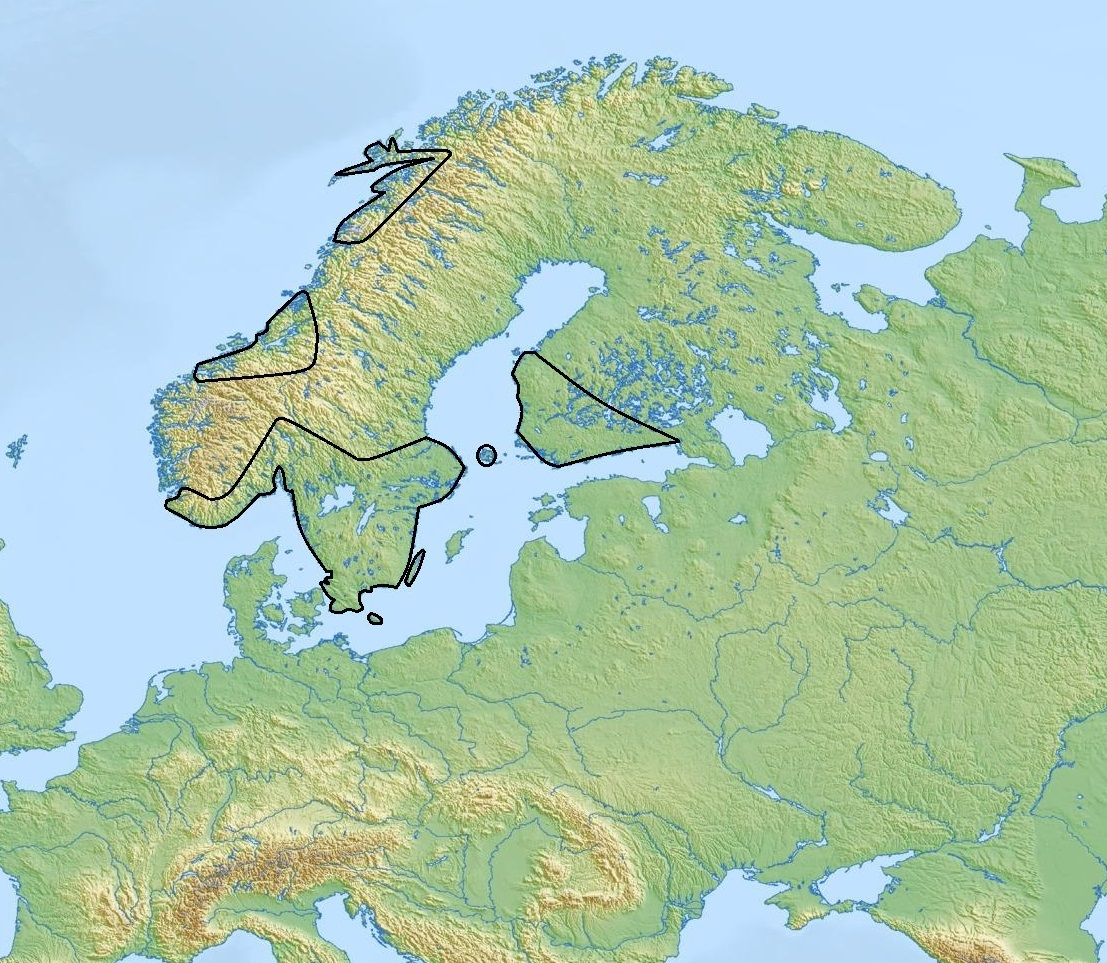
Area della Cultura dell'ascia da guerra

La Cultura dell'ascia da guerra è una cultura calcolitica che fiorì nelle zone costiere del sud della Penisola scandinava e del sudovest della Finlandia, da circa il 2800 a.C. a circa il 2300 a.C.
Essa fu una conseguenza della Cultura della ceramica cordata e sostituì la Cultura del bicchiere imbutiforme nella Scandinavia meridionale, probabilmente attraverso un processo di migrazione di massa e sostituzione di popolazione. Si pensa che sia stata responsabile della diffusione delle lingue indoeuropee nella regione. Essa coesistette per un certo periodo di tempo con la cultura di cacciatori-raccoglitori detta del vasellame bucherellato, che infine assorbì, sviluppandosi nell'Età del bronzo scandinava. L'Età nordica del bronzo ha è stata, a sua volta, considerata ancestrale ai popoli germanici.

## Storia

### Origini
La Cultura dell'ascia da guerra emerse nel sud della Penisola scandinava verso il 2800 a.C. Essa fu una conseguenza della Cultura della ceramica cordata, che fu essa stessa ampiamente una conseguenza della Steppa pontico-caspica. Moderni studi genetici mostrano che il suo emergere fu accompagnato da migrazioni e spostamenti genetici su larga scala. La Cultura dell'ascia da guerra assorbì inizialmente l'agricola Cultura del bicchiere imbutiforme.

### Distribuzione
The concentrazione della Cultura dell'ascia da guerra ebbe luogo nella  Scania. Siti della Cultura dell'ascia da guerra sono stati scoperti lungo tutte le aree costiere della Scandinavia meridionale e della Finlandia sudoccidentale. La linea costiera immediata fu, comunque, occupata dalla Cultura del vasellame bucherellato. Entro il 2300 a.C., la Cultura dell'ascia da guerra aveva assorbito la Cultura del vasellame bucherellato.
Per tutta la sua esistenza la Cultura dell'ascia da guerra pare essersi espansa nella costiera norvegese, accompagnata da drammatici cambiamenti culturali.Einar Østmo riferisce di località della Cultura dell'ascia da guerra all'interno del Circolo polare artico norvegese nelle Isole Lofoten, tanto a nord quanto l'attuale città di Tromsø.

### Successori
La Cultura dell'ascia da guerra ebbe fine intorno al 2300 a.C. Le succedette infine l'Età del bronzo scandinava, che pare essere una fusione di elementi provenienti dalla Cultura dell'ascia da guerra e da quella del vasellame bucherellato.

## Caratteristiche

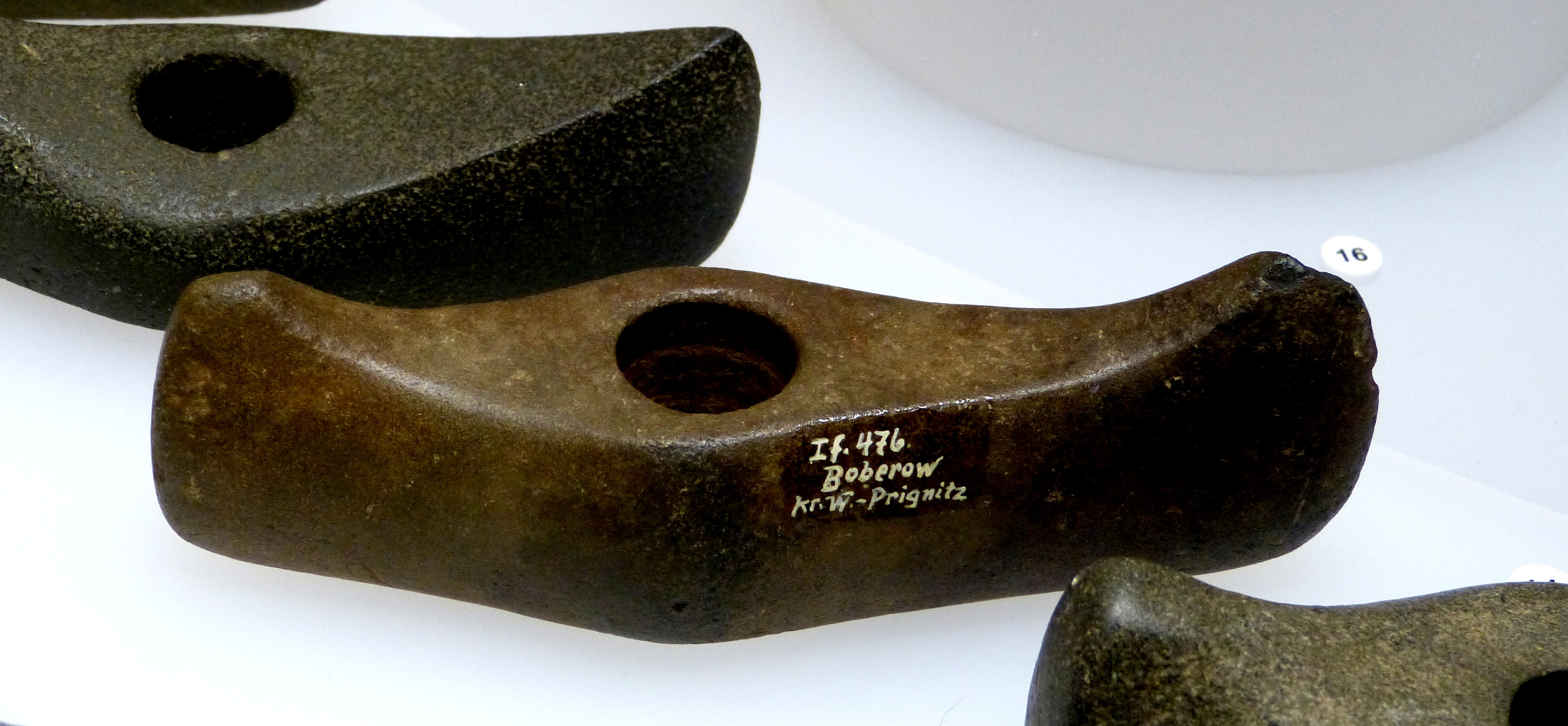
Ascia da guerra a forma di barca, caratteristica della Cultura della ceramica cordata della Scandinavia e della Germania costiera.

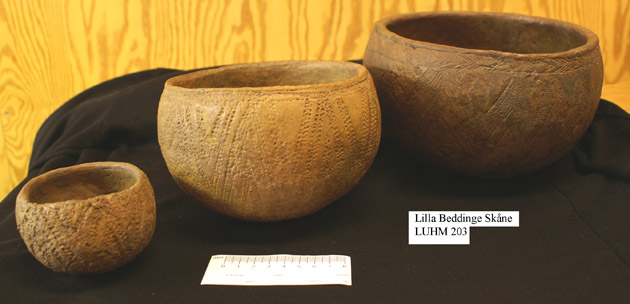
Ceramiche della Cultura dell'ascia da guerra

### Sepolture
La Cultura dell'ascia da guerra è principalmente nota per le sue inumazioni. Circa 250 tombe della Cultura dell'ascia da guerra sono state rinvenute in Svezia. Esse sono piuttosto diverse da quelle trovate nella Cultura della tomba singola della Danimarca.
Nella Cultura dell'ascia da guerra, le salme venivano usualmente poste in una tomba piatta senza tumulo. Le tombe erano tipicamente orientate in direzione nord-sud, con il cadavere in posizione flessa rivolto verso est. Gli uomini erano posti sulla loro sinistra, mentre le donne sulla destra. Per quanto riguarda sia gli oggetti che la loro posizione, erano piuttosto standardizzati. Asce di selce sono state trovate sia in tombe di maschi che di femmine. Le asce da combattimento sono poste accanto alla testa.Queste asce da combattimento paiono essere state degli status symbol ed è da loro che proviene il nome dato alla cultura.
Sono state rinvenute circa 3000 asce da combattimento, in siti distribuiti in tutta la Scandinavia, ma esse sono sparse in Norrland e nella Norvegia del nord. Le asce di selce levigata della Cultura dell'ascia da guerra e della Cultura del vasellame bucherellato traggono un'origine comune nella Scania sudoccidentale e in Danimarca. Le ceramiche cordate erano anch'esse oggetti comuni nelle tombe della Cultura dell'ascia da guerra. Esse erano generalmente poste vicino alla testa o ai piedi della salma. Tra gli altri oggetti posti nelle tombe erano punte di freccia, armi di corno, perline di ambra e asce di selce affilata e ceselli. Resti di animali rinvenuti nelle tombe riguardano cervi rossi, pecore e oche.
Un nuovo aspetto riguardo alla Cultura dell'ascia da guerra fu scoperto nel 1993, quando fu scavata una casa funeraria in Turingia, nel Södermanland. Lungo quello che erano una volta pesanti muri di legno, furono rinvenuti i resti di circa venti contenitori in argilla, sei asce da lavoro e una da combattimento, tutti provenienti dall'ultimo periodo della cultura. Vi erano anche i resti cremati di almeno sei persone. È stato il primo rinvenimento di cremazione in Scandinavia ed esso mostra stretti contatti con l'Europa Centrale.

### Insediamenti
Pochi insediamenti della Cultura dell'ascia da guerra sono stati scoperti. Gran parte di essi si trovano all'interno, ma alcuni sono situati sulle aree della costa.
Gli insediamenti della Cultura dell'ascia non sono, comunque, situati direttamente sulla linea costiera, che era piuttosto occupata dalla Cultura del vasellame bucherellato
Sono noti meno di cento insediamenti e i loro resti sono trascurabili, trovandosi in fattorie utilizzate in continuazione e di conseguenza spazzati via.
Resti archeologici Svezia meridionale rivelo strette relazioni spaziali tra case e tombe, indicando che le fattorie erano centrali per le attività economiche e sociali nella Cultura dell'ascia da guerra.

### Vasellami
Vasellami della Cultura dell'ascia da guerra sono stati trovati spesso nei suoi insediamenti. Alcuni insediamenti espongono anche fusioni di stili ceramici di entrambe le culture. Le relazioni fra le due culture è controversa e non ben compresa.

### Culture
Il sistema sociale della Cultura dell'ascia da guerra era notevolmente diverso da quello della Cultura del vasellame bucherellato, e ciò è evidente dal fatto che la cultura del vasellame bucherellato aveva tombe collettive megalitiche, ciascuna contenente numerosi sacrifici, mentre la Cultura dell'ascia da guerra aveva tombe individuali con un solo sacrificio caduna. L'individualismo pare abbia giocato un ruolo molto più importante nella Cultura dell'ascia da guerra che tra i suoi predecessori.

### Economia
La Cultura dell'ascia da guerra era era basata sulle medesime pratiche agricole della precedente Cultura del vasellame bucherellato. Pare che la Cultura dell'ascia da guerra avesse enfasizzato l'allevamento bovino, il che spiega l'apparente natura mobile della cultura. Pare inoltre che essi avessero intrapreso commerci con le popolazioni che stavano al loro nord, scambiando prodotti animali con beni materiali.
Einar Østmo enfatizza che le regioni costiere Atlantiche e del Mare del Nord della Scandinavia e le aree del Circolo Baltico fossero unite da una forte economia marittima, permettendo una molto ampia diffusione geografica e un'unità culturale più prossima di quanto possa accadere in merito con le vicine culture continentali. Egli pone l'indice sul numero di disseminate rocce scolpite attribuite a quella era, che espongono "migliaia" di imbarcazioni. Per una tale cultura marinaresca il mare è un'autostrada e non un elemento di divisione.